# Bunium vaginatum
Bunium vaginatum là một loài thực vật có hoa trong họ Hoa tán. Loài này được Korovin mô tả khoa học lần đầu tiên vào năm 1927.